# Cantó de Descartes
El cantó de Descartes és un cantó francès del departament de l'Indre i Loira, situat al districte de Loches. Té 9 municipis i el cap és Descartes.

## Municipis
- Abilly
- La Celle-Saint-Avant
- Civray-sur-Esves
- Cussay
- Descartes
- Draché
- Marcé-sur-Esves
- Neuilly-le-Brignon
- Sepmes

## Història
| Data d'elecció                           | Identitat      | Partit        | Qualitat |
| ---------------------------------------- | -------------- | ------------- | -------- |
| 1945-1964                                | André Goupille | Divers droite |          |
| 1964-1965                                | Roger Jahan    | PCF           |          |
| 1965-1976                                | Jean Massot    | Divers droite |          |
| 1976-1994                                | Serge Petit    | PS            |          |
| 1994-                                    | Gérard Dubois  | Divers droite |          |
| les dades anteriors no són pas conegudes |                |               |          |
|                                          |                |               |          |

## Demografia
| A partir de 1990: Població sense dobles comptes |